# سن كاي
سن كاي (بالصينية: 孙凯) (26 مارس 1991 بشانغهاي في الصين - ) هو لاعب كرة قدم صيني في مركز الوسط. لعب مع نادي مجموعة شانغهاي الدولية للموانئ وShanghai Shenxin F.C. ‏.

## وصلات خارجية
- سن كاي على موقع قاعدة بيانات كرة القدم.إي يو (الإنجليزية)
- سن كاي على موقع Soccerway.com (الإنجليزية)
- سن كاي على موقع اللجنة الأولمبية الصينية (الإنجليزية)